# Héctor Barra
Héctor Alejandro Barra Zúñiga (Rancagua, Chile, 24 de abril de 1978) es un exfutbolista chileno. Jugaba de arquero y su último equipo fue Magallanes de la Primera División B de Chile.

## Trayectoria
Ingresa a las inferiores de O'Higgins de Rancagua en 1998, haciendo su debut profesional el 2001. En el equipo rancagüino estuvo hasta 2007, jugó en Primera División y Primera B entre 2002 a 2005, y registra el récord del arquero de O'Higgins menos goleado, con 610 minutos. Pese a ser de la partida durante el Apertura 2007, perdió su titularidad con el experimentado arquero Carlos Tejas en el Clausura 2007.
Luego de un año en Deportes Melipilla, el cual acabó con el descenso del equipo a Segunda División, fichó por Curicó Unido para la temporada 2009 de Primera División, como arquero suplente, tras el avezado portero Luis Vásquez. En Curicó jugó seis partidos, uno de ellos fue el Clásico del Maule ante Rangers en el Estadio Fiscal de Talca, en el cual recibió un golpe en el estómago, debido a un choque accidental con un jugador ranguerino, tras lo cual fue exitosamente operado de peritonitis.
El 2010 juega por Santiago Morning y el año 2011 es traspasado a Magallanes. En el club carabelero permaneció hasta su retiro el 2014, y disputó la final de la Copa Chile 2011 contra la Universidad Católica, como titular en ambos duelos finales

## Clubes
| Club               | País  | Año       |
| ------------------ | ----- | --------- |
| O'Higgins          | Chile | 2001-2007 |
| Deportes Melipilla | Chile | 2008      |
| Curicó Unido       | Chile | 2009      |
| Santiago Morning   | Chile | 2010      |
| Magallanes         | Chile | 2011-2014 |